# Матвеева, Инна Владимировна
И́нна Влади́мировна Матве́ева (до 2004 — Кожа́ева; род. 12 октября 1978) — мастер спорта Республики Казахстан международного класса (волейбол), игрок сборной Казахстана и ВК «Иртыш-Казхром».

## Биография
Инна Матвеева родилась в городе Лениногорске Восточно-Казахстанской области Казахской ССР. Волейболом начала заниматься в 1984 в городской ДЮСШ у тренера Б. В. Шнабеля. В 1995—1999 выступала в чемпионате Казахстана за клубы «Пульс» Павлодар (до 1997) и «Динамо» Алма-Ата (1997—1999).
В 2000—2002 играла за команду «Магия»/«Стинол» (Липецк), за которую в рамках суперлиги чемпионата России провела 30 матчей (2000—2001). В 2001 году получила тяжёлую травму колена, после чего пропустила два сезона и в 2003 вернулась в Казахстан.
В 2003—2004 выступала за павлодарский «Импульс-Казхром», а затем за ведущую команду Казахстана «Рахат» вплоть до его расформирования в 2008 году. Четырежды становилась чемпионкой Казахстана, а в 2007 и чемпионкой Азии среди клубов.
С 2008 выступала за клубы: 2008—2009 — «Нилюфер Беледье» (Турция), 2009—2010 — «Самородок» (Хабаровск, Россия), 2010—2011 — «Канн-Рошвиль» (Франция). Бронзовый призёр чемпионата и обладатель Кубка Франции 2011.
В 2011 году возвращается в Казахстан в павлодарский «Иртыш-Казхром». В его составе становится бронзовым призёром чемпионата.
В 2014—2015 выступала за «Алматы» (Алма-Ата), в 2015—2017 — за «Алтай» (Усть-Каменогорск). В 2017—2019 — старший тренер молодёжной команды «Алтай»-3.
Являлась капитаном сборной Казахстана. В составе национальной сборной: серебряный призёр чемпионата Азии 2005, бронзовый призёр Азиатских игр 2010, участница в Олимпиады-2008 в Пекине, двух чемпионатов мира (2006 и 2010), других международных турниров.